# Peggy Solomon
Margery Mastbaum „Peggy” Solomon (ur.  1909 Filadelfia, zm. 4 marca 1995) – amerykańska brydżystka.
Peggy Solomon urodziła się jako Margery Mastbaum. Jej ojcem był Jules Mastbaum.
Pierwszym mężem był członek Izby Reprezentantów USA Benjamin Golder. Występowała wówczas jako Peggy Golder.
Drugim mężem był Charles Solomon – prezydent ACBL i WBF.

## Wyniki brydżowe

### Olimpiady
Na olimpiadach uzyskała następujące rezultaty:
| Olimpiady brydżowe. Zawody teamów | Olimpiady brydżowe. Zawody teamów | Olimpiady brydżowe. Zawody teamów | Olimpiady brydżowe. Zawody teamów | Olimpiady brydżowe. Zawody teamów | Olimpiady brydżowe. Zawody teamów |
| Rok                               | Miejsce                           | Zawody                            | Kategoria                         | Drużyna                           | Pozycja                           |
| --------------------------------- | --------------------------------- | --------------------------------- | --------------------------------- | --------------------------------- | --------------------------------- |
| 1972                              | Miami Beach                       | 4. Olimpiada Brydżowa             | Kobiety                           | USA                               | 3                                 |

### Zawody światowe
W światowych zawodach zdobyła następujące lokaty:
| Mistrzostwa Świata. Konkurencja par | Mistrzostwa Świata. Konkurencja par | Mistrzostwa Świata. Konkurencja par | Mistrzostwa Świata. Konkurencja par | Mistrzostwa Świata. Konkurencja par | Mistrzostwa Świata. Konkurencja par |
| Rok                                 | Miejsce                             | Zawody                              | Kategoria                           | Partner                             | Pozycja                             |
| ----------------------------------- | ----------------------------------- | ----------------------------------- | ----------------------------------- | ----------------------------------- | ----------------------------------- |
| 1966                                | Amsterdam                           | 2. Mistrzostwa Świata               | Kobiety                             | Mary Jane Farell                    | 3                                   |

## Klasyfikacja
- Peggy Solomon – klasyfikacja WBF (ang.)